# Bocula erota
Bocula erota là một loài bướm đêm trong họ Noctuidae.